# الحركة الديمقراطية للتجديد الجزائري
الحركة الديمقراطية للتجديد الجزائري ( بالفرنسية : Mouvement démocratique pour le renouveau algérien ويلخص : MDRA) هي حزب سياسي تأسس في18 أكتوبر 1967 من طرف كريم بلقاسم في المنفى في باريس (متهم بتنظيمه على اعتداء على بومدين في شهر أفريل من عام 1967 وحكم عليه بالإعدام غيابيا). في عام 1989، أعيد تشكيل الحزب على يد سليمان عميرات، أحد المتعاونين مع كريم بلقاسم. الحزب هو ذو أغلبية من منطقة القبائل، مع عدد قليل من المنخرطين خصوصا بغياب مؤسسه كريم بلقاسم الذي اغتيل في 18 أكتوبر 1970 بألمانيا. في الانتخابات التشريعية عام 1991، حصل على 0.2% من الأصوات.